# Ріккардо Соттіль
Ріккардо Соттіль (італ. Riccardo Sottil, нар. 3 червня 1999, Турин) — італійський футболіст, нападник клубу «Фіорентина».
Виступав за молодіжну збірну Італії.

## Клубна кар'єра
Народився 3 червня 1999 року в Турині. Вихованець юнацьких команд футбольних клубів «Дженоа», «Торіно», а з 2016 року — «Фіорентини».
У дорослому футболі дебютував 2018 року виступами за головну команду «фіалок». Згодом першу половину 2019 року провів в оренді у друголіговій «Пескарі».
Протягом сезону 2019/20 знову грав за «Фіорентину», де отримав вже значно більше ігрового часу, проте залишався гравцем ротації. Наступний сезон 2020/21 провів в оренді в «Кальярі», після чого повернувся до флорентійців.

## Виступи за збірні
2016 року дебютував у складі юнацької збірної Італії (U-18), загалом на юнацькому рівні за команди різних вікових категорій взяв участь у 7 іграх.
Протягом 2019–2021 років залучався до складу молодіжної збірної Італії. На молодіжному рівні зіграв у 12 офіційних матчах, забивши 3 голи. Був включений до заявки команди на молодіжне Євро-2021, де виходив на поле в одній грі, на етапі чвертьфіналів, який його команді подолати не вдалося.

## Статистика виступів

### Статистика клубних виступів
Станом на 23 січня 2022
| Сезон                | Команда              | Чемпіонат            | Чемпіонат | Чемпіонат | Національний кубок | Національний кубок | Національний кубок | Континентальні кубки | Континентальні кубки | Континентальні кубки | Інші змагання | Інші змагання | Інші змагання | Усього | Усього | Усього |
| Сезон                | Команда              | Ліга                 | Ігор      | Голів     | Ліга               | Ігор               | Голів              | Ліга                 | Ігор                 | Голів                | Ліга          | Ігор          | Голів         | Ігор   | Голів  |        |
| -------------------- | -------------------- | -------------------- | --------- | --------- | ------------------ | ------------------ | ------------------ | -------------------- | -------------------- | -------------------- | ------------- | ------------- | ------------- | ------ | ------ | ------ |
| 2018-січ. 2019       | «Фіорентина»         | A                    | 2         | 0         | КІ                 | 0                  | 0                  | -                    | -                    | -                    | -             | -             | -             | 2      | 0      |        |
| січ.-черв. 2019      | «Пескара»            | B                    | 10+2      | 1+0       | КІ                 | 0                  | 0                  | -                    | -                    | -                    | -             | -             | -             | 12     | 1      |        |
| 2019–20              | «Фіорентина»         | A                    | 18        | 0         | КІ                 | 3                  | 0                  | -                    | -                    | -                    | -             | -             | -             | 21     | 0      |        |
| 2020–21              | «Кальярі»            | A                    | 21        | 2         | КІ                 | 3                  | 2                  | -                    | -                    | -                    | -             | -             | -             | 24     | 4      |        |
| 2021–22              | «Фіорентина»         | A                    | 14        | 3         | КІ                 | 2                  | 1                  | -                    | -                    | -                    | -             | -             | -             | 16     | 4      |        |
| Усього за Fiorentina | Усього за Fiorentina | Усього за Fiorentina | 34        | 3         |                    | 5                  | 1                  |                      | -                    | -                    |               | -             | -             | 39     | 4      |        |
| Усього за кар'єру    | Усього за кар'єру    | Усього за кар'єру    | 65+2      | 6         |                    | 8                  | 3                  |                      | -                    | -                    |               | -             | -             | 75     | 9      |        |